# Andreas Pistiolis
Andreas Pistiolis (Grieks: Ανδρέας Πιστιόλης) (Athene, 6 juli 1978), is een Grieks basketbalcoach.

## Carrière
Pistiolis begon in 2005 als coach bij het jeugdteam van Panathinaikos BC. Ook werd hij assistent-coach onder Željko Obradović bij het eerste team van Panathinaikos BC. Met Panathinaikos Athene won hij drie keer de EuroLeague (2007, 2009, 2011), zes keer het Griekse Liga-kampioenschap (2006-2011) en vijf keer de Griekse beker (2006-2009, 2012). In 2013 werd hij assistent-coach onder hoofdcoach Dimitrios Itoudis van Bandırma Banvitspor in Turkije. Na één seizoen vertrok hij samen met Itoudis naar PBK CSKA Moskou in Rusland. Met CSKA won hij twee keer de EuroLeague (2016, 2019), zes keer het Russisch kampioenschap (2015-2019, 2021) en zes keer de VTB United League (2015-2019, 2021). In 2022 verhuisde hij naar Galatasaray in Turkije als hoofdcoach. In 2024 werd hij hoofdcoach van CSKA Moskou. Met CSKA won hij twee keer het Russisch kampioenschap (2024 & 2025) en twee keer de VTB United League (2024 & 2025).

## Erelijst

### Assistent-coach
- Grieks landskampioen: 6
  - Winnaar: 2006, 2007, 2008, 2009, 2010, 2011
- Grieks bekerwinnaar: 5
  - Winnaar: 2006, 2007, 2008, 2009, 2012
- Landskampioen Rusland: 6
  - Winnaar: 2015, 2016, 2017, 2018, 2019, 2021
- VTB United League: 6
  - Winnaar: 2015, 2016, 2017, 2018, 2019, 2021
- EuroLeague: 5
  - Winnaar: 2007, 2009, 2011, 2016, 2019

### Hoofdcoach
- Landskampioen Rusland: 2
  - Winnaar: 2024, 2025
- VTB United League: 2
  - Winnaar: 2024, 2025
- VTB United League Supercup: 1
  - Winnaar: 2024